# Dödmantjärnen (Norsjö socken, Västerbotten)
Dödmantjärnen är en sjö i Norsjö kommun i Västerbotten och ingår i Skellefteälvens huvudavrinningsområde. Sjön har en area på 0,16 kvadratkilometer och ligger 217 meter över havet. Sjön avvattnas av vattendraget Dödmanbäcken.

## Delavrinningsområde
Dödmantjärnen ingår i det delavrinningsområde (720566-169585) som SMHI kallar för Mynnar i Karsbäcken. Medelhöjden är 218 meter över havet och ytan är 1,64 kvadratkilometer. Räknas de 3 avrinningsområdena uppströms in blir den ackumulerade arean 22 kvadratkilometer. Dödmanbäcken som avvattnar avrinningsområdet har biflödesordning 3, vilket innebär att vattnet flödar genom totalt 3 vattendrag innan det når havet efter 75 kilometer. Avrinningsområdet består mestadels av skog (48 procent) och sankmarker (28 procent). Avrinningsområdet har 0,16 kvadratkilometer vattenytor vilket ger det en sjöprocent på 9,7 procent.